# Gentiana waltonii
Gentiana waltonii är en gentianaväxtart som beskrevs av Isaac Henry Burkill. Gentiana waltonii ingår i släktet gentianor, och familjen gentianaväxter. Inga underarter finns listade i Catalogue of Life.